# チチャー・アマータヤクン
チチャー・アマータヤクン（タイ語: ชิชา อมาตยกุล、英語: Chicha Amatayakul、1993年8月5日 -  ナノー（タイ語: แนนโน๊ะ、英語: Nanno） という名でも知られる）は、タイの女優。

## 経歴
レコードレーベル、KamikazeのアイドルグループKiss Me Fiveの元メンバー。愛称はキティ。

## 出演

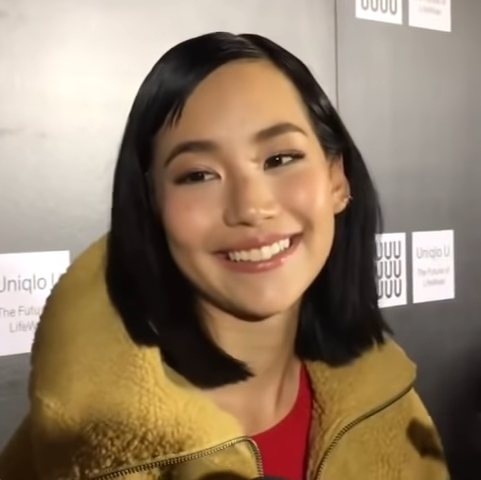
2018年

GMM 25の2018年製作のミステリー、スリラー、ファンタジー、学園ドラマ、アンソロジー・シリーズの要素のタイドラマ『転校生ナノ』で主人公ナノを演じ、2021年ネットフリックスで全世界配信されたことで国際的に有名となった。

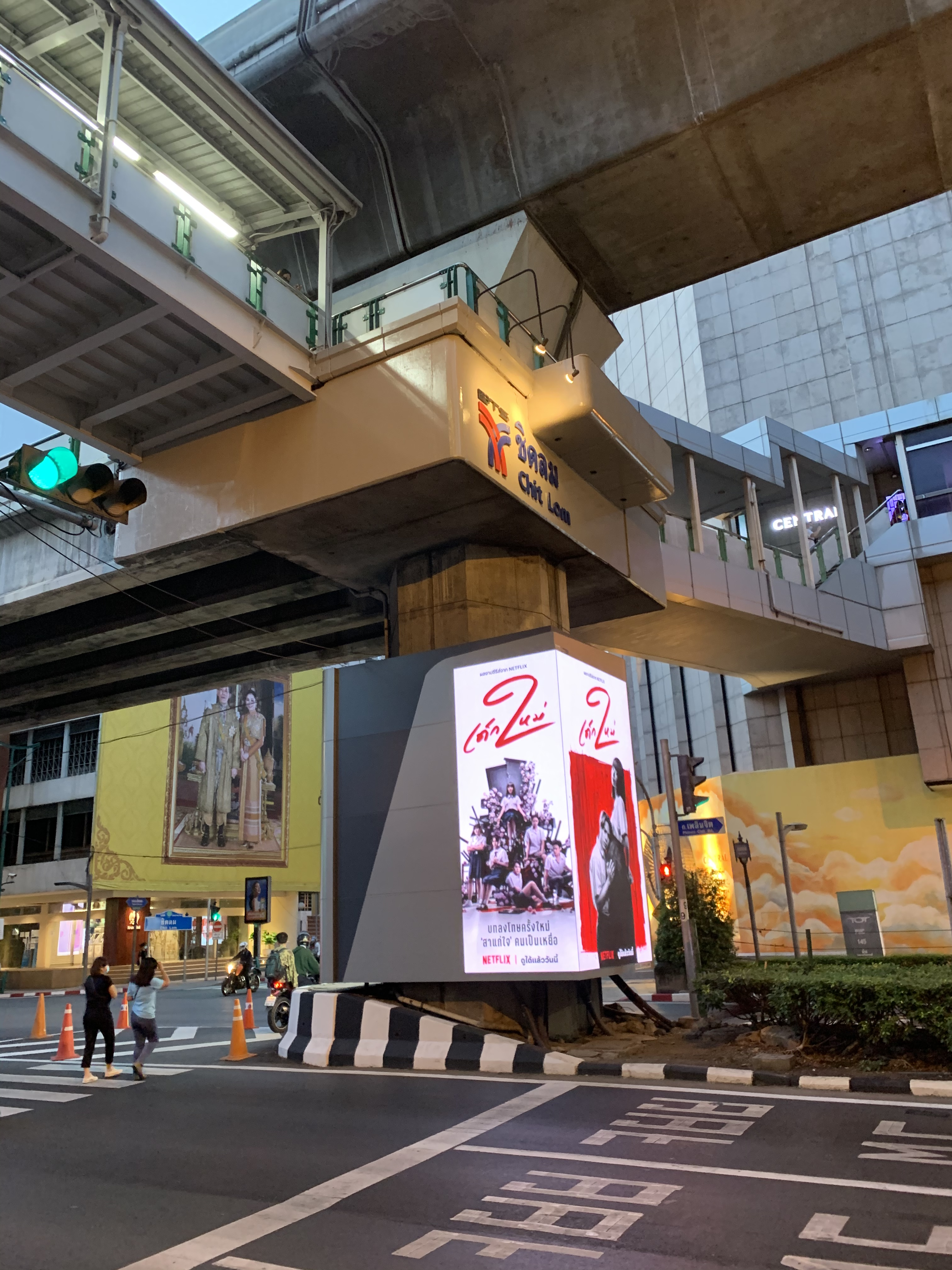
2021年のバンコクのプルンチット駅のドラマの広告